# Девастирање православних светиња на Косову и Метохији у средњем веку
Девастирање православних светиње на Косову и Метохији у средњем веку хронолошки је приказ судбине дела српских цркава, манастира и других светиња разорених, оштећених, оскрнављених и опљачканих (на основу постојећих материјалних доказа), у периоду владавине Османског царства, или од пада Српске деспотовине 1459. године, до почетка 20. века.

## Историја
Након Маричке, а затим и Косовске битке настале су велике миграције српског народа. Становништво се селило из јужних делова Србије у област деспотовине, једним делом у моравску Србију, другим делом у Зету, Херцеговину и Босну, а делимично преко Саве и Дунава у јужнословенске земље у Аустроугарској.
Српска православна црква је у дугом историјском периоду ропства, од око 500 година делила тешку судбину Српског народа. У средњем веку најбројнији су споменици подигнути од 12. до 16. века. Епархија рашко-призренска помиње се у Хрисовуљи византијског цара Василија II далеке 1019 године. Део историје и културе човечанства представљају и средњовековни православни споменици Високи Дечани, Пећка патријаршија и две задужбине краља Милутина – Грачаница и Црква Богородице Љевишке.
Последњи патријарх који се помиње био је Арсеније II. Пећка патријаршија није званично укинута доласком Османлија, али је измењено стање искористила Охридска архиепископија која је постепено преузела под своју духовну надлежност већи део епархија Пећке патријаршије. Овом чину успротивио се смедеревски митрополит Павле, али је на два сабора у Охриду (1532 и 1541) био осуђен и протеран.
У том периоду цркве и манастир су више пута рушени и обнављани: у 16. веку, и у првој половини 18. века. О обнови у периоду од 16. до 17. век постоји једно лепо предање..
Неки калуђер је, бежећи испред зулума Турака и Арбанаца, донео са собом руку Св. Николе из манастира Пећке патријаршије и заноћио у засеоку Лостан више Доброшевине. То је побудило сељане Доброшевца да обнове своју цркву и у њу сместе драгоцену руку – реликвијар. Да би добили дозволу за ово, морали су да постану чифчије тј. да уступе своју земљу беговима. Први писмени помен ове цркве је из 1782. године, што се види из записа на једној богослужбеној књизи коју је цркви приложио неки новопазарски
Уз сагласност Османлијског царства обновљена је Пећка патријаршија и у том облику она је постојала дуже од двеста године (1557-1766). За њену обнову кључну улогу имао је Мехмед-паша Соколовић (потурчени Србин из Соколовића код Вишеграда). Први патријарх обновљене Патријаршије био је Макарије Соколовић, који је вештим и мирољубивим вођењем политике, од Османлија добио права и повластице које је имала и Цариградска патријаршија. У том периоду Пећка патријаршија је духовно објединила све српске етничке просторе, а непрекидно је оснивала и нове епархије на простору Косова и Метохије.
Стабилна етничка граница Срба и Албанаца у Метохији почела је да се нарушава (на основу историјских извора), након првих упада Албанаца у околину Призрена и Ђаковице крајем 16. века. Потом се граница све озбиљније нарушавала у 18. и 19. веку.